# كيرن أوبراين
كيرن أوبراين (بالإنجليزية: Kieran O'Brien)‏ هو ممثل بريطاني، ولد في 23 نوفمبر 1973 في المملكة المتحدة.

## أعمال

### أفلام
- (2005) هدف[3][4][5]
- (2007) هدف 2[6]

## وصلات خارجية
- كيرن أوبراين على موقع IMDb (الإنجليزية)
- كيرن أوبراين على موقع ألو سيني (الفرنسية)
- كيرن أوبراين على موقع أول موفي (الإنجليزية)
- كيرن أوبراين على موقع قاعدة بيانات الأفلام السويدية (السويدية)
- كيرن أوبراين على موقع قاعدة بيانات الفيلم (الإنجليزية)
- كيرن أوبراين على موقع كينوبويسك (الروسية)